# Masakr utečeneckého konvoje v Grozném 1999
Masakr utečeneckého konvoje v Grozném 1999 byla masová vražda[zdroj?] asi 40 neozbrojených čečenských civilistů, hlavně starců, žen a dětí, kterou spáchali příslušníci ruských speciálních jednotek OMON 3. prosince 1999 útokem na utečenecký konvoj motorových vozidel označených bílými vlajkami.
Konvoj civilistů prchal z ruskou armádou obleženého města Groznyj, které bylo pod nepřetržitou palbou ze země a ze vzduchu. Konvoj směřoval k ingušské hranici. Ruské ministerstvo obrany uvedlo, že zprávy v médiích o tomto incidentu jsou dezinformace a že šlo o 30 vozů s povstalci a ne civilisty. Podle zpráv přeživších, konvoj sestávající z cca 50 osob v sedmi nebo osmi osobních automobilech a jednoho autobusu, byl značen bílými vlajkami. Když se konvoj přiblížil ke kontrolnímu stanovišti poblíž obce Goity, byla na něj bez varování zahájena palba ruskými jednotkami OMON. Po střelbě poskytli ruští vojáci pomoc přeživším a odvezli je do nemocnice v Slepcovskaja, Ingušsko, kde byli dotazováni novináři.
Podobný masakr byl zaznamenán v roce 1996 během první čečenské války.